# Chris Haddock
Chris Haddock est un scénariste, producteur et réalisateur canadien surtout connu comme étant le créateur et le show runner des séries Coroner Da Vinci, Da Vinci's City Hall (en), Intelligence et The Romeo Section (en). Il a remporté 14 prix Gemini comme scénariste, producteur et réalisateur et obtenu 15 nominations - la plupart pour Coroner Da Vinci.

## Biographie
Haddock commence sa carrière comme artiste de rue, puis scénariste. Il a ainsi participé à l'écriture de MacGyver.
En 1997, il fonde Haddock Entertainment.
Chris Haddock participe à l'écriture et à la production de Boardwalk Empire, pour lequel il obtient une nomination au Writers Guild of America Award.
Sa pièce Helen Lawrence est réalisée à travers le monde en 2014, notamment à Édimbourg, Toronto, Munich et Vancouver.

## Filmographie
Chris Haddock a participé aux réalisations suivantes :
- Coroner Da Vinci,
- Da Vinci's City Hall (en),
- The Handler,
- Intelligence,
- The Life,
- The Romeo Section (en),